# Lijst van werken van Parmigianino
Deze lijst geeft een overzicht van het werk van de 16e-eeuwse Italiaanse kunstschilder Parmigianino. Alle dateringen zijn bij benadering.
| Afbeelding | Titel                                                                         | Datering  | Techniek           | Afmetingen h × b cm | Collectie                                                     | Opmerkingen                                                          |
| ---------- | ----------------------------------------------------------------------------- | --------- | ------------------ | ------------------- | ------------------------------------------------------------- | -------------------------------------------------------------------- |
|            | De doop van Christus                                                          | 1519      | olieverf op paneel | 195 × 137           | Berlijn, Gemäldegalerie                                       | Toegeschreven                                                        |
|            | Retabel van Bardi                                                             | 1521      | tempera op paneel  | 203 × 130           | Bardi (Parma), Santa Maria Addolorata                         |                                                                      |
|            | De aanbidding door de herders                                                 | 1521-1522 | olieverf op paneel | 41,9 × 42,3         | privéverzameling                                              |                                                                      |
|            | De geboorte van Christus of Rust tijdens de vlucht naar Egypte                | 1521-1522 | olieverf op paneel | 43,1 × 47,3         | Londen, Courtauld Gallery                                     |                                                                      |
|            | Putto                                                                         | 1522      | fresco             |                     | Parma, Abdij San Giovanni Evangelista, koepel                 | Als assistent van Correggio                                          |
|            | Sint-Agatha en de beul en De heiligen Lucia en Apollonia                      | 1523      | fresco             |                     | Parma, Abdij San Giovanni Evangelista, eerste kapel van links |                                                                      |
|            | De heiligen Stefanus en Laurentius en Sint-Vitalis en het paard               | 1523      | fresco             |                     | Parma, Abdij San Giovanni Evangelista, tweede kapel van links |                                                                      |
|            | De heilige Barbara                                                            | 1523      | olieverf op paneel | 48 × 39             | Madrid, Museo Nacional del Prado                              |                                                                      |
|            | Sint-Cecilia en David                                                         | 1523      | olieverf op doek   | 538 × 278           | Parma, Santa Maria della Steccata                             | Orgelluiken                                                          |
|            | De besnijdenis van Jezus                                                      | 1523      | olieverf op paneel | 42 × 31,4           | Detroit, Institute of Arts                                    |                                                                      |
|            | Een martelares met twee engelen                                               | 1523-1524 | olieverf op paneel | 26 × 19             | Frankfurt, Städel Museum                                      |                                                                      |
|            | Zelfportret in een bolle spiegel                                              | 1524      |                    | diameter: 24,4 cm   | Wenen, Kunsthistorisches Museum                               |                                                                      |
|            | Portret van een verzamelaar                                                   | 1524      | olieverf op paneel | 89 × 64             | Londen, National Gallery                                      |                                                                      |
|            | Stufetta met Diana en Actaeon                                                 | 1523-1524 | fresco             |                     | Fontanellato, Rocca Sanvitale                                 |                                                                      |
|            | Portret van Galeazzo Sanvitale                                                | 1524      | olieverf op paneel | 109 × 81            | Napels, Museo di Capodimonte                                  |                                                                      |
|            | Portret van een man met een petrarchino                                       | 1524      | olieverf op paneel | 66 × 31             | privéverzameling                                              | Een petrarchino is een miniatuuruitgave van Petrarca's Il Canzoniere |
|            | Portret van een man met een boek                                              | 1524      | olieverf op doek   | 70 × 52             | York, York Art Gallery                                        |                                                                      |
|            | Madonna Sanvitale                                                             | 1524      | fresco (fragment)  |                     | Parma, Palazzetto Eucherio Sanvitale                          |                                                                      |
|            | De Heilige Familie met engelen                                                | 1524      | olieverf op paneel | 110 × 89            | Madrid, Museo Nacional del Prado                              |                                                                      |
|            | Portret van Lorenzo Cybo                                                      | 1524      | olieverf op paneel | 126 × 104           | Kopenhagen, Statens Museum for Kunst                          |                                                                      |
|            | De geboorte van Christus met engelen                                          | 1525      | olieverf op paneel | 59 × 34             | Rome, Galleria Doria Pamphilj                                 | Vormt een tweeluik met de Madonna Doria                              |
|            | Madonna Doria                                                                 | 1525      | olieverf op paneel | 60 × 34             | Rome, Galleria Doria Pamphilj                                 |                                                                      |
|            | Maria en Kind                                                                 | 1525      | olieverf op paneel | 44 × 31             | Florence, Uffizi                                              | Eigenhandige repliek van de Madonna Doria                            |
|            | Het visioen van de heilige Hiëronymus                                         | 1526-1527 | olieverf op paneel | 343 × 149           | Londen, National Gallery                                      |                                                                      |
|            | Portret van Niccolò Vespucci                                                  | 1526-1527 | olieverf op paneel | 68 × 54             | Hannover, Niedersächsisches Landesmuseum                      | Ook toegeschreven aan Girolamo da Carpi                              |
|            | Sint-Rochus en een schenker                                                   | 1527      | olieverf op paneel | 270 × 197           | Bologna, San Petronio                                         |                                                                      |
|            | De bekering van Paulus                                                        | 1527      | olieverf op doek   | 177 × 128           | Wenen, Kunsthistorisches Museum                               |                                                                      |
|            | De Heilige Familie met de jonge Johannes de Doper                             | 1528      | tempera op doek    | 159 × 131           | Napels, Museo di Capodimonte                                  |                                                                      |
|            | Sint-Rochus                                                                   | 1528      | tempera op doek    | 27,8 × 21,5         | Parma, privéverzameling                                       |                                                                      |
|            | De aanbidding der wijzen                                                      | 1529      | olieverf op paneel | 120 × 94            | Taggia, San Domenico                                          |                                                                      |
|            | Het mystieke huwelijk van de heilige Catharina van Alexandrië                 | 1529      | olieverf op paneel | 20 × 27             | Parijs, Louvre                                                |                                                                      |
|            | Portret van een man tegen een groene achtergrond                              | 1529      | olieverf op paneel | 29 × 23             | privéverzameling                                              |                                                                      |
|            | Het mystieke huwelijk van de heilige Catharina van Alexandrië                 | 1529      | olieverf op paneel | 74,2 × 57,2         | Londen, National Gallery                                      |                                                                      |
|            | Het mystieke huwelijk van de heilige Catharina van Alexandrië                 | 1529      | olieverf op doek   | 73 × 58             | privéverzameling (verblijfplaats onbekend)                    | Mogelijk eigenhandige kopie                                          |
|            | Madonna Vasari                                                                | 1526      | olieverf op paneel | 63,5 × 50,7         | Londen, Courtauld Gallery                                     |                                                                      |
|            | Portret van een man met een boek                                              | 1529      | olieverf op paneel | 67,5 × 53           | Wenen, Kunsthistorisches Museum                               | Toegeschreven                                                        |
|            | Madonna van Santa Margherita                                                  | 1529-1530 | olieverf op paneel | 204 × 149           | Bologna, Pinacoteca Nazionale di Bologna                      |                                                                      |
|            | Madonna Kedleston                                                             | 1529-1530 | olieverf op paneel | 48,5 × 35,5         | Fort Worth, Kimbell Art Museum                                |                                                                      |
|            | Portret van een jonge man                                                     | 1529-1530 | olieverf op paneel | 97 × 82             | Hampton Court, Royal Collection                               |                                                                      |
|            | Portret van een man                                                           | 1530      | olieverf op paneel | 100 × 70            | Florence, Uffizi                                              |                                                                      |
|            | Madonna met de roos                                                           | 1530      | olieverf op paneel | 109 × 88,5          | Dresden, Gemäldegalerie Alte Meister                          |                                                                      |
|            | Portret van een jonge vrouw of Portret van Costanza Rangoni, gravin Gozzadini | 1530      | olieverf op paneel | 50 × 46,4           | Wenen, Kunsthistorisches Museum                               |                                                                      |
|            | Allegorisch portret van Karel V                                               | 1530      | olieverf op doek   | 182 × 125           | privéverzameling (Cook Collection)                            | Toegeschreven                                                        |
|            | Het mystieke huwelijk van de heilige Catharina                                | 1524      | olieverf op doek   | 74 × 17             | Parma, Galleria nazionale di Parma                            | Toegeschreven                                                        |
|            | Jongen met een leesplankje en een vinger in zijn mond                         | 1530      | olieverf op paneel | 45,5 × 32,5         | privéverzameling                                              |                                                                      |
|            | Madonna van San Zaccaria                                                      | 1530-1533 | olieverf op paneel | 73 × 60             | Florence, Uffizi                                              |                                                                      |
|            | Pallas Athene of Minerva                                                      | 1530-1533 | olieverf op doek   | 63,5 × 46,5         | Hampton Court, Royal Collection                               |                                                                      |
|            | Drie hoofden                                                                  | 1530-1534 | fresco (fragment)  |                     | Rome, Galleria Spada                                          | Toegeschreven                                                        |
|            | Portret van een man (Il Pianerlotto)                                          | 1531      | olieverf op paneel | 52 × 42             | Rome, Galleria Borghese                                       |                                                                      |
|            | Zelfportret                                                                   | 1531      | olieverf op paneel | 100 × 70            | Florence, Uffizi                                              | Toegeschreven                                                        |
|            | Portret van een man                                                           | 1531      | olieverf op paneel | 98 × 84             | Napels, Museo di Capodimonte                                  | Toegeschreven                                                        |
|            | Drie wijze maagden en drie dwaze maagden                                      | 1531-1539 | fresco             |                     | Parma, Santa Maria della Steccata                             |                                                                      |
|            | De Turkse slavin                                                              | 1533      | olieverf op paneel | 67 × 53             | Parma, Galleria nazionale di Parma                            |                                                                      |
|            | Cupido maakt een boog                                                         | 1533-1535 | olieverf op paneel | 135 × 65,3          | Wenen, Kunsthistorisches Museum                               |                                                                      |
|            | Madonna met de lange nek                                                      | 1534      | olieverf op paneel | 216 × 132           | Florence, Uffizi                                              |                                                                      |
|            | Antea                                                                         | 1535      | olieverf op doek   | 135 × 88            | Napels, Museo di Capodimonte                                  |                                                                      |
|            | Portret van een man                                                           | 1535      | olieverf op paneel | 117 × 98            | Wenen, Kunsthistorisches Museum                               |                                                                      |
|            | Portret van Pier Maria Rossi di San Secondo                                   | 1535-1539 | olieverf op paneel | 133 × 98            | Madrid, Museo Nacional del Prado                              |                                                                      |
|            | Portret van een heer                                                          | 1537      | olieverf op paneel | 117 × 98            | Wenen, Kunsthistorisches Museum                               | Toegeschreven                                                        |
|            | Portret van Camilla Gonzaga en haar drie zonen                                | 1539-1540 | olieverf op paneel | 128 × 97            | Madrid, Museo Nacional del Prado                              |                                                                      |
|            | Retabel van Casalmaggiore                                                     | 1540      | olieverf op paneel | 253 × 161           | Dresden, Gemäldegalerie Alte Meister                          |                                                                      |
|            | Lucretia                                                                      | 1540      | olieverf op paneel | 68 × 52             | Napels, Museo di Capodimonte                                  |                                                                      |
|            | Portret van een man met een rode baret of Zelfportret met rode baret          | 1540      | olieverf op papier | 21 × 15             | Parma, Galleria nazionale di Parma                            | Door sommige kunsthistorici toegeschreven aan Michelangelo Anselmi   |

## Verantwoording
- Dit artikel of een eerdere versie ervan is een (gedeeltelijke) vertaling van het artikel Parmigianino op de Italiaanstalige Wikipedia, dat onder de licentie Creative Commons Naamsvermelding/Gelijk delen valt. Zie de bewerkingsgeschiedenis aldaar.